# 蔡淑嫻
蔡淑嫻，GBS，JP（1962年7月30日—），香港公務員，曾任創新科技及工業局常任秘書長，曾出任保險業監理專員及創新科技署署長。她在創新及科技局常任秘書長任內曾負責向全香港市民發放銅芯抗疫口罩的項目，惟引起生產商與供應商爭議和安全性問題，最後項目亦成效不彰。
蔡於1986年10月加入港英政府任職政務主任，並在1996年5月於工業署出任助理署長時首次處理创新科技發展事宜。及後，她在2015年8月獲委任為創新科技署署長，更於2019年7月在大熱下升任創新及科技局常任秘書長。除了創科政策外，她也曾擔任過兩次政務處政務主任，以及銓敍、工商、環保及運輸等範疇的決策科局職務。

## 早年生活
蔡淑嫻在1962年7月30日出生於英屬香港九龍的清貧家庭，她的父母為了孩子可於柯士甸道沿路的學校上課而搬至官涌的唐樓居住。她有一名哥哥及一名弟弟，而兩人均為德信學校校友。她於1968年入讀嘉諾撒聖瑪利學校，及後在獎學金支持下於嘉諾撒聖瑪利書院繼續學業。她在中學時期參與學校劇團並嘗試創作劇本，曾以總編輯身份研究校史並管理校刊出版，及後在1981年完成大学预科畢業。她在香港大學除了於1985年取得法学士學位外，及後更考獲法学专业证书。

## 公務員生涯

### 生涯早期
蔡淑嫻在1986年10月加入港英政府任職政務主任，並獲派至新界政務署轄下的沙田政務處出任政務主任。不過，入職未滿一年的她在1987年9月就前往牛津大学修讀公共行政学課程，至1988年6月下旬才返港繼續服務。她在返港後的首個職位為助理銓敍司，負責布政司署銓敍科的員工管理事宜。1990年6月，她轉為布政司署衞生福利科的助理衞生福利司，負責醫療政策。她繼在香港大學取得法学士後，再於1991年取得法學碩士學位。
及後，蔡在1992年3月被派往港九政務署的東區政務處出任政務主任，並在1993年4月晉升為高級政務主任。她在1994年10月重返布政司署，於規劃環境地政科出任首席助理規劃環境地政司，主要處理環境範疇的政務。在1996年5月，她被派遣至工業署出任助理署長，首度專責科技發展的工作，並而在1997年4月升任首長級丙級政務官。

### 首長級公務員
成為首長級政務官的蔡淑嫻繼續在工業署支援科技發展範疇的工業發展，直到臨近工業署與貿易署合併改組為工業貿易署時，她才在2000年5月被調遣至政府總部。隨後，她於2000年6月起於環境食物局出任首席助理局長，負責廢物及能源政策，以及管理環境保護署，並在推行高官問責制後繼續於環境運輸及工務局擔任首席助理秘書長。在2003年11月，她獲局內升遷至副秘書長職位，但負責的項目則改為運輸事務，並在2006年4月正式成為首長級乙級政務官，因而於同年7月1日獲委任為官守太平紳士。隨後，她在2007年7月重回工商事務管理的行列，被調派至商務及經濟發展局出任副秘書長。

#### 保險業監理專員
在2009年9月14日，蔡接替張雲正出任保險業監理專員，並於2011年4月升任首長級乙一級政務官。她在任內籌備成立獨立法定機構保險業監管局以取代保險業監理處，加強對保險業的監管。另外，她亦推動保險中介人發牌制度，以及開展設立保單持有人保障基金的諮詢。她亦在2012年12月承認因經濟大衰退而形成的低利息環境對保險業的長期收益帶來衝擊，但就表明不會降低存款準備金比率，卻同時無意對業界的海外投資加強監管。雖然她偶爾出席立法會會議解答議員對保險業的提問，但她在2014年中被業內人士批評疏於職守，包括避席及回答粗率，而投訴資料更被提上立法會討論。在保險業監管局快將運作前，梁志仁在2015年8月19日接替她出任保險業監理專員。

#### 創新科技署署長

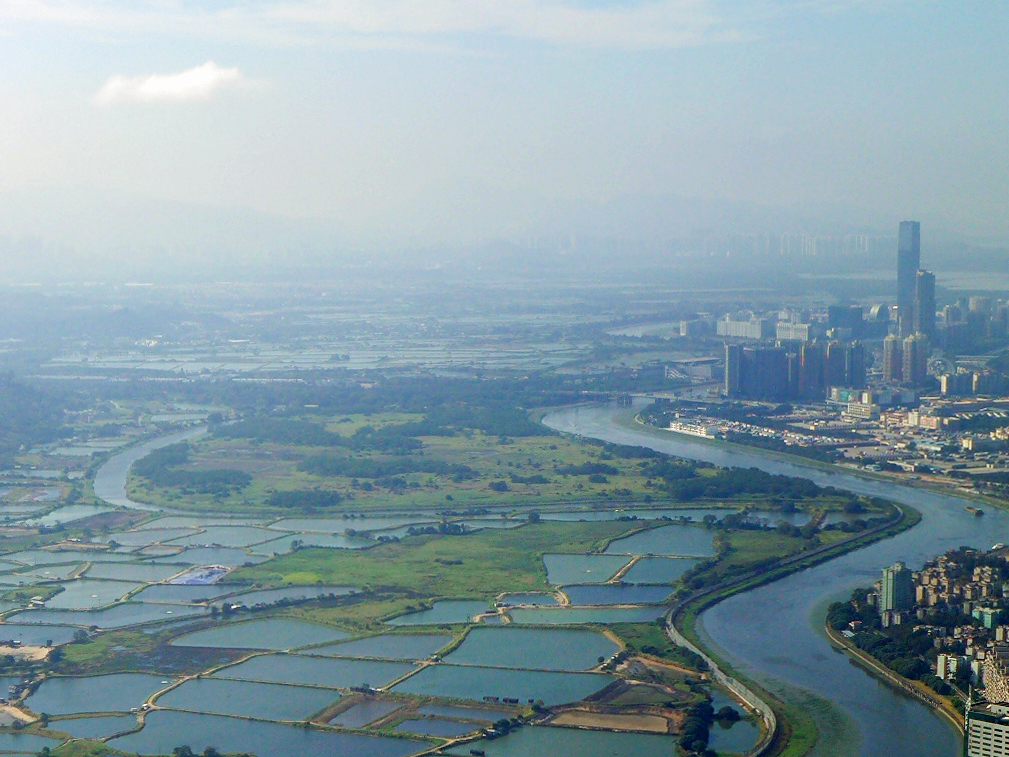
港深創新及科技園所在的落馬洲河套地區

卸任保險業監理專員的蔡同時獲委任為創新科技署署長，取代宣佈退休的王榮珍。她甫上任即面對創新及科技局成立，創新科技署將改由新決策局管理，而她更在首任局長楊偉雄公佈上任前已率先一起出席活動，並協助他面對傳媒。及後，創新科技署取得大量撥款推行各項创新科技資助，不過立法會議員張華峯在2017年於會議上指責蔡就資助向業界宣傳不足。除了資助產業發展外，她亦參與港深創新及科技園的發展工作，以及放寬科技人才的入境限制。同時，她在2017年4月再度晉升為首長級甲級政務官。她在卸任署長一職前指香港的創新科技發展在她任內走上軌道，而她上任時並沒有的本地独角兽企业已增至八家。

### 常任秘書長
卓永興在2019年4月12日退休而熱門接任人的蔡淑嫻因年資不足而未能接任，使創新及科技局常任秘書長職位懸空，但她最終於2019年7月30日完成行政程序並升任創科局常任秘書長。她在上任後，審計署隨即批評香港生產力促進局項目數量連年下跌，虧損按年增長，而香港立法會議員林卓廷更直指局方以修改數據定義令表現達標。在2019年12月時，她表示項目數量下降但項目的規模轉大，故收入仍然增長，而關鍵績效指標數據改變亦只為更能有效反映實況。

#### 銅芯抗疫口罩事件

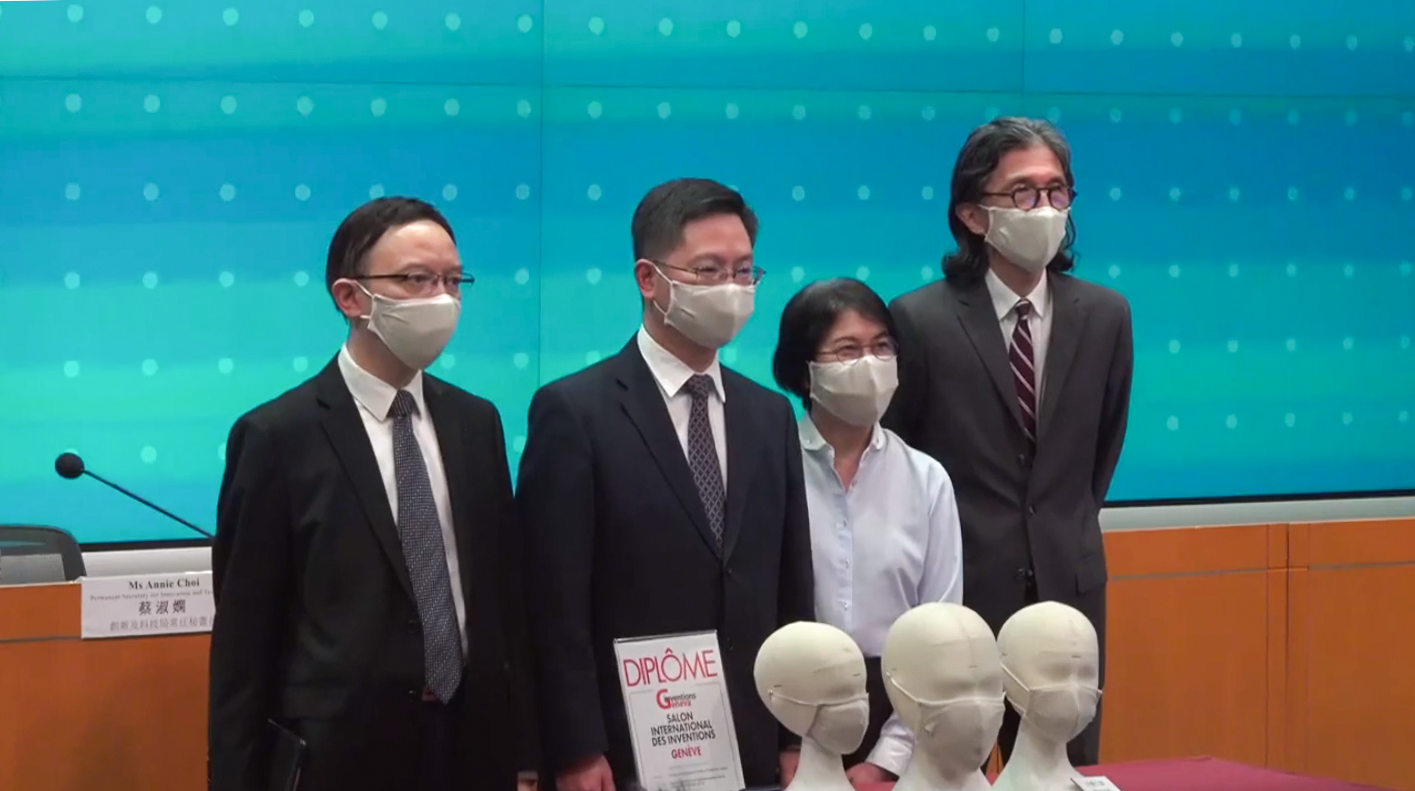
蔡淑嫻（右二）陪同創科局局長薛永恒（左二）公佈發放銅芯抗疫口罩

2019冠狀病毒病香港疫情自2020年起漸見嚴重，港府在1月底責成創科局以8億港元預算為全港市民安排可重用口罩，惟在2020年5月5日公佈發放銅芯抗疫口罩時被批評反應遲緩。蔡解釋尋覓生產商遇上困難，但她卻不公開生產商資料，亦因招標不透明而引來利益輸送質疑。不過，面對公眾強烈的不滿及南豐紗廠的包裝場地意外曝光，蔡在兩日後透過香港電台口應指銅芯抗疫口罩是以緊急情況為由，在沒有公開招標下批出合約予晶苑國際集團於越南生產，符合世界贸易组织要求，亦補充不公開生產商旨在減少麻煩，而預計每個口罩成本約40港元。同時，她更指生產商承接大量口罩訂單需面對疫情下原料成本浮動的虧蝕風險，當中不涉及利益輸送。
然而，蔡的解釋不但沒有平息事件，傳媒繼續針對她沒有公開口罩的完整帳目，更揭發她的丈夫麥靖宇曾與晶苑的行政總裁羅正亮共事，而晶苑股價更早已在3月不尋常地大升。最後，蔡表示不知道晶苑股價的變動，而其丈夫亦沒有推薦羅正亮予港府，而羅正亮亦是她主動接洽的對象，但她承認政治敏感度不足。另外，她向公眾承諾整理後的帳目會在2020年8月公開，以釋公眾疑慮，而往後亦會就口罩訂單作招標。
由於銅芯口罩的過濾成效及用料安全性備受學者及專業人士質疑，而食物及衞生局局長陳肇始亦承認銅芯口罩不宜於醫院等高風險地方使用，故此民間在已有充足外科口罩供應下普遍不使用銅芯口罩。在多方催促蔡提供資料下，創科局拖延至2020年11月才公佈臨時帳目資料，顯示每個銅芯口罩的成本約19港元，總開支僅2億港元，較預算減少75%開支。創科局在2021年1月最終結算計劃總開支為2.8億港元，平均每個口罩成本約26港元。儘管約6億淨餘預算可退還庫房，而未用的原料則會公開拍賣，但不被市民支持的口罩計劃仍被批評浪費公帑。

#### 餘下任期及退休
銅芯口罩事件後，蔡主導的一站式政府電子服務平台「智方便」於2020年12月得以推出，而她亦於2021年4月確任首長級甲一級政務官。她在2021年8月表明港府會按照「十四五」規劃中將香港發展為國際創科中心的方向擬定發展政策及項目，而她及後亦主導設立研發交流平台促進香港的環球科研合作，以及將香港四個工業邨重整為創新園。她的職稱在2022年7月1日改為創新科技及工業局常任秘書長以反映其實際職能。另外，她亦以安排新任局長孫東考察生產力局及數碼港等方式協助他熟悉港府及各公營機構的工作。不過，年近60歲退休年齡的她在同月19日開展退休前休假，並由麥德偉接任。同月27日，她在香港2022年度授勳及嘉獎名單中獲授予金紫荊星章，以表揚她35年來於港府的卓越服務。

## 個人及退休生活

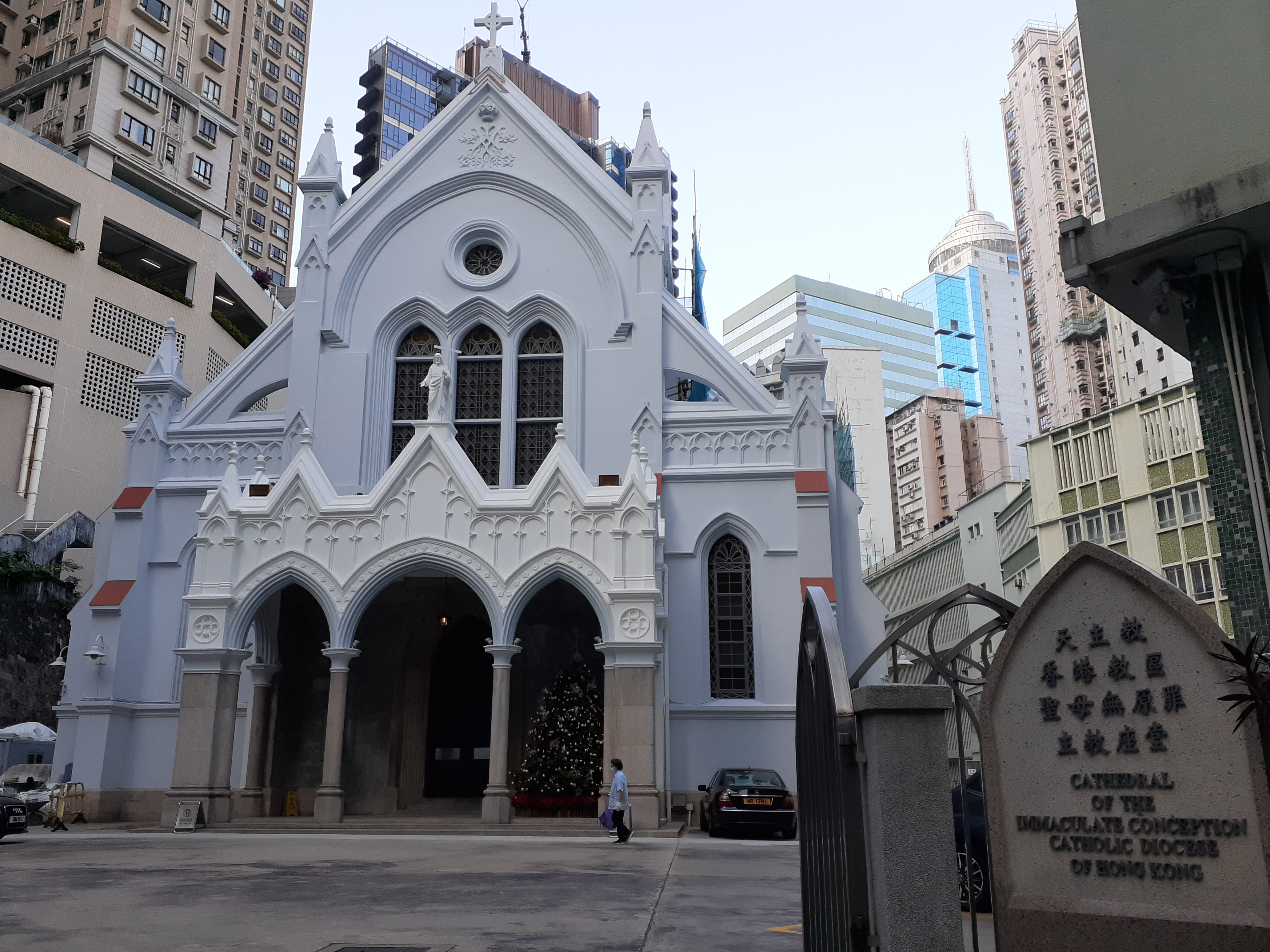
2020年的香港聖母無原罪主教座堂

蔡淑嫻年少時酷愛閱讀，常於油蔴地公共圖書館借閱英國文學作品，及後視烹飪、飲食和行为艺术為個人興趣。另外，她是天主教會的信徒，並會定期出席香港聖母無原罪主教座堂的彌撒。她亦是業餘的天主教歷史研究者，並於嘉諾撒仁愛女修會在香港的檔案室出任顧問，更曾在工餘時間主講相關研究的講座。她除了在香港島持有兩個自住單位的業權外，亦在广东省中山市持有物業。
蔡與丈夫麥靖宇約於1990年代初結婚，兩人均為香港政府高層官員及熱愛壁球，並育有一子一女，兒子為麥曉暉。麥曉暉為社会企业家和公共政策及政治學者，曾於缅甸以社企推動社會發展及参与式民主，並在2018年被選為首屆歐巴馬基金會學者。另外，雖然她早已遷居香港島，但她的女兒仍到九龍入讀嘉諾撒聖瑪利學校及嘉諾撒聖瑪利書院。
蔡從港府退休後，在2024年7月1日於香港2024年度授勳及嘉獎名單中再獲港府委任為非官守太平紳士。

## 榮譽

### 殊勳
- 官守太平紳士（J.P.）（2006年7月1日－2022年7月29日）[13][57]
- 金紫荊星章（G.B.S.）（2022年7月27日；香港2022年度授勳及嘉獎名單）[58]
- 非官守太平紳士（J.P.）（2024年7月1日；香港2024年度授勳及嘉獎名單）[66]

### 頭銜
- 蔡淑嫻，JP（Annie Choi Suk-han, JP，2006年7月1日－2022年7月26日）[13][58]
- 蔡淑嫻，GBS，JP（Annie Choi Suk-han, GBS, JP，2022年7月27日－2022年7月29日）[58][57]
- 蔡淑嫻，GBS（Annie Choi Suk-han, GBS，2022年7月30日－2024年6月30日）[58]
- 蔡淑嫻，GBS，JP（Annie Choi Suk-han, GBS, JP，2024年7月1日－）[66]

## 注脚
1. ↑  在2022年7月1日前稱為創新及科技局常任秘書長。

## 外部連結
- 創新科技及工業局在2022年7月上旬的組織圖

| 政府职务                                | 政府职务                                               | 政府职务                                    |
| --------------------------------------- | ------------------------------------------------------ | ------------------------------------------- |
| 前任者： 張雲正                         | 保險業監理專員 2009年9月14日－2015年8月18日            | 繼任者： 梁志仁                             |
| 前任者： 王榮珍                         | 創新科技署署長 2015年8月19日－2019年7月29日            | 繼任者： 潘婷婷                             |
| 前任者： 卓永興                         | 創新及科技局常任秘書長 2019年7月30日－2022年6月30日    | 繼任者： 自己（創新科技及工業局常任秘書長） |
| 前任者： 自己（創新及科技局常任秘書長） | 創新科技及工業局常任秘書長 2022年7月1日－2022年7月19日 | 繼任者： 麥德偉                             |